# Hoplonemertea
Ordre
Synonymes
Hoplonemertini·
Les Hoplonemertea sont un ordre (selon l'ITIS) ou une sous-classe (selon WoRMS) de vers aquatiques de l'embranchement des Nemertea et de la classe des Enopla. 

## Systématique
- Ordre Hoplonemertea (Hubrecht, 1879)
  - Sous-ordre Monostilifera
    - Famille Amphiporidae
      - Aegialonemertes (Gibson, 1990), Africanemertes, Alaonemertes, Ammonemertes (Gibson, 1990), Amphiporella, Amphiporus (Ehrenberg, 1831), Arctonemertes, Austroprostoma, Communoporus, Correanemertes, Crybelonemertes (Sunberg & Gibson, 1995), Dananemertes, Duosnemertes, Gurjanovella, Intestinonemertes, Itanemertes, Paramphiporus, Poikilonemertes, Poseidonemertes (Kirsteuer, 1967), Proneurotes, Tagonemertes, Zygonemertes (Burger, 1895)

    - Famille Ototyphlonemertidae
    - Famille Plectonemertidae
    - Famille Prosorhochmidae
    - Famille Carcinonemertidae
      - Alaxinus, Carcinonemertes (Coe, 1902), Ovicides - Pseudocarcinonemertes

    - Famille Cratenemertidae
      - Achoronemertes, Cratenemertes (Friedrich, 1955), Korotkevitschia (Korotkevich, 1961), Nipponemertes (Friedrich, 1968), Validivianemertes (Grube, 1840)

    - Famille Emplectonematidae
      - Aenigmanemertes (Sunberg & Gibson, 1995), Atyponemertes, Coenemertes, Digononemertes (Gibson, 1990), Emplectonema, Eonemertes (Gibson, 1990), Halimanemertes (Gibson, 1990), Ischyronemertes (Gibson, 1990), Nemertes, Nemertopsella, Nemertopsis, Paranemertes, Paranemertopsis (Gibson, 1990), Poikilonemertes (Stiasny-Wijnhoff, 1942), Tetranemertes (Chernuishev, 1992)

    - Famille Ototyphlonemertidae
      - Otonemertes, Ototyphlonemertes

    - Famille Plectonemertidae
      - Acteonemertes, Antiponemertes, Argononemertes (Moore & Gibson, 1981), Campbellonemertes, Katechonemertes, Leptonemertes, Plectonemertes, Potamonemertes (Moore & Gibson, 1973)

    - Famille Prosorhochmidae
      - Antarctonemertes (Friedrich, 1955), Divanella, Friedrichia (Kirsteuer, 1965), Geonemertes, Gononemertes (Bergendal, 1900), Obuergia, Oerstedia, Oerstediella, Pantinonemertes (Moore & Gibson, 1981), Pheroneonemertes (Gibson, 1990), Paroerstedia, Prosadenoporus, Prosorhochmus

    - Famille Tetrastemmatidae
      - Algonemertes, Amphinemertes, Arenonemertes, Nemertellina, Prostoma (Dugès, 1828), Prostomatella, Prostomiopsis, Sacconemertella, Sacconemertes, Sacconemertopsis, Tetrastemma (Ehrenberg, 1828)

  - Sous-ordre Polystilifera
    - Sous-tribu Archipelagica
      - Famille Armaueriidae
        - Armaueria, Mesarmaueria, Proarmaueria

      - Familles Balaenanemertidae (Balaenanemertes) ; Buergeriellidae (Buergeriella) ; Nectonemertidae (Nectonemertes)
      - Famille Pelagonemertidae
        - Cuneonemertes, Gelanemertes, Nannonemertes, Natonemertes, Obnemertes, Parabalaenanemertes, Pelagonemertes, Probalaenanemertes

    - Sous-tribu Eupelagica
      - Familles Chuniellidae (Chuniella) ; Pachynemertidae (Pachynemertes) ; Phallonemertidae (Phallonemertes)
      - Famille Dinonemertidae
        - Dinonemertes, Paradinonemertes, Planonemertes, Plionemertes

      - Famille Planktonemertidae
        - Crassonemertes, Mergonemertes, Mononemertes, Neuronemertes, Planktonemertes

      - Famille Protopelagonemertidae
        - Calonemertes, Pendonemertes, Plotonemertes, Protopelagonemertes

    - Sous-tribu Archireptantia : famille Siboganemertidae (Siboganemertes)
    - Sous-tribu Eureptantia
      - Section Aequifurcata
        - Familles Drepanogigantidae (Drepanogigas) ; Drepanophoringiidae (Drepanophoringia) ; Uniporidae (Uniporus)
        - Famille Drepanophorellidae
          - Drepanophorella, Drepanophoresta, Drepanophoria

        - Famille Paradrepanophoridae
          - Hubrechtonemertes, Paradrepanophorus

      - Section Inaequifurcata
        - Familles Brinkmanniidae (Brinkmannia) ; Coellidae (Coella) ; Drepanobandidae (Drepanobanda)
        - Famille Drepanophoridae
          - Curranemertes, Drepanophorina, Drepanophorus, Kameginemertes, Polyschista, Punnettia (Stiasny-wijnhoff, 1926), Urichonemertes (Gibson, 1983), Wijnhoffella, Xenonemertes (Gibson, 1983)

Selon World Register of Marine Species (11 janvier 2015) :
- sous-classe Hoplonemertea
  - ordre Monostilifera
    - sous-ordre Cratenemertea
      - famille Cratenemertidae Friedrich, 1968

    - sous-ordre Eumonostilifera
      - famille Acteonemertidae Chernyshev, 2005
      - famille Amphiporidae
      - famille Carcinonemertidae Coe, 1902
      - famille Emplectonematidae
      - famille Fasciculonemertidae
      - famille Malacobdellidae Blanchard, 1847
      - famille Oerstediidae
      - famille Ototyphlonemertidae
      - famille Plectonemertidae
      - famille Prosorhochmidae
      - famille Tetrastemmatidae

    - genre Atrionemertes Senz, 1993
    - genre Verrillianemertes Senz, 2001

  - ordre Polystilifera
    - sous-ordre Pelagica
    - famille Armaueriidae
    - famille Balaenanemertidae
    - famille Buergeriellidae
    - famille Chuniellidae
    - famille Dinonemertidae
    - famille Nectonemertidae
    - famille Pachynemertidae
    - famille Pelagonemertidae
    - famille Phallonemertidae
    - famille Planktonemertidae
    - famille Protopelagonemertidae
    - sous-ordre Reptantia
    - famille Brinkmanniidae
    - famille Coellidae
    - famille Drepanobandidae
    - famille Drepanogigantidae
    - famille Drepanophorellidae
    - famille Drepanophoridae
    - famille Drepanophoringiidae
    - famille Paradrepanophoridae
    - famille Siboganemertidae
    - famille Uniporidae

  - Hoplonemertea incertae sedis